# Richard zur Strassen
Paul Richard zur Strassen (* 20. November 1926 in Frankfurt am Main; † 31. Oktober 2013) war ein deutscher Entomologe.

## Leben
Richard zur Strassen war der älteste Sohn von Otto zur Strassen (Ordinarius am Zoologischen Institut der Universität Frankfurt 1914–1937) und seiner Frau Emma, geborene Prior. Er war ab 1956 mit Marlies zur Strassen, geborene Günther, verheiratet. Sie haben eine Tochter und vier Söhne.
1944 wurde Richard zur Strassen zur Wehrmacht eingezogen, geriet im Mai 1945 in sowjetische Kriegsgefangenschaft und kehrte im Herbst 1946 krank nach Hause zurück. Er studierte von 1948 bis 1956 an der Johann-Wolfgang-Goethe-Universität zu Frankfurt Biologie mit dem Schwerpunkt der Koleopterologie (Käferkunde) und promovierte bei Hermann Giersberg zum Thema: „Zur Ökologie des Velleius dilatatus Fabricius, eines als Raumgast bei Vespa crabro Linnaeus lebenden Staphyliniden (Ins.Col.)“. Im Mai 1956 ging er nach Pretoria in Südafrika an das Landwirtschaftsministerium, um Fransenflügler (Thysanoptera oder Thripse) verschiedener Graslandschaften zu untersuchen.
1959 kehrte er nach Deutschland zurück und begann zunächst als Hilfsassistent, ab 1960 als wissenschaftlicher Assistent bei Elli Franz im Forschungsinstitut Senckenberg in Frankfurt. 1963 übernahm Richard zur Strassen die Leitung der neu geschaffenen Sektion Entomologie I (Coleoptera, Thysanoptera, Strepsiptera). In den folgenden Jahrzehnten baute er eine der größten und typenreichsten Thysanopteren-Sammlungen der Welt auf. Zu diesem Zweck unternahm er zahlreiche Expeditionen ins europäische, afrikanische, asiatische und nordamerikanische Ausland. Er betreute mehrfach Humboldt- und DAAD-Stipendiaten aus aller Welt, die in seiner Sektion in die Thysanopteren-Kunde eingearbeitet wurden. 1991 schied Richard zur Strassen aus dem aktiven Dienst aus. In der Folgezeit verfasste er das illustrierte Bestimmungsbuch „Die terebranten Thysanopteren Europas“, das 2003 in der Reihe „Die Tierwelt Deutschlands“ (Teil 74) erschien. Richard zur Strassen beschrieb mehr als 150 rezente und fossile Fransenflügler, außerdem 14 Käferarten, zum Beispiel eine Reihe von afrikanischen Pillendrehern und einen Hautflügler.
Er veröffentlichte weit über 200 Publikationen, darunter auch die Roten Listen der gefährdeten Thysanopteren in Deutschland sowie Österreichs. Er schrieb die Kapitel über die Käfer und Fransenflügler für Grzimeks Tierleben, bearbeitete die Fransenflügler Europas im Rahmen des Fauna-Europaea-Projektes und verfasste das Kapitel „Thysanoptera“ für das „Lehrbuch der Speziellen Zoologie“ von Alfred Kaestner.
Für seine Verdienste in der angewandten Insektenkunde wurde ihm 1988 die Wilhelm-Hoos-Gedenkplakette des Deutschen Schädlingsbekämpfer-Verbandes überreicht. Richard zur Strassen ist Gründungsmitglied der Österreichischen Entomologischen Gesellschaft und war viele Jahre im Vorstand der Deutschen Gesellschaft für allgemeine und angewandte Entomologie (DGaaE) aktiv. 1993 erhielt er die Meigen-Medaille der DGaaE für seine richtungsweisenden Arbeiten in der Thysanopteren-Forschung. (Bei der Angabe 1991 in Kovac dürfte es sich um einen Fehler handeln.)